# Alice Jones (Schwimmerin)
Alice Jones (* 1951 oder 1952) ist eine ehemalige US-amerikanische Schwimmerin.
Am 20. August 1970 stellte sie einen Weltrekord über 100 Meter Schmetterling auf. Am 22. August 1970 brach sie auch den Weltrekord über 200 Meter Schmetterling. Am 1. September 1970 gehörte sie zur Staffel, die einen neuen Weltrekord über 4 × 100 Meter Lagen aufstellte. Daraufhin wurde sie Weltschwimmerin des Jahres 1970 der Zeitschrift Swimming World. Bei den Panamerikanischen Spielen 1971 gewann sie die Silbermedaille über 200 Meter Schmetterling.
1970 war sie Studentin der University of Cincinnati.